# William Whitehouse
William Whitehouse   (Londres, 20 de maig de 1859 - Londres, 12 de gener de 1935) va ser un violoncel·lista britànic.
No obstant això, William Edward Whitehouse va començar a tocar el violí amb Adolphe Griesbach als onze anys. Als tretze anys va escollir el violoncel amb lliçons de Walter Petit. El 1877 va començar els seus estudis a la Reial Acadèmia de Música i més tard un any amb Carlo Alfredo Piatti. També va ser un substitut de Piatti durant els concerts, quan no va poder assistir-hi. El mateix Whitehouse es va convertir en professor ajudant (un any després professor) a la Royal Academy of Music, al "Royal College of Music" i al "King's College" el 1882.
Entre els seus estudiants hi havia Felix Salmond i Beatrice Harrison. Al seu torn, eren amics d'Edward Elgar, el compositor, el concert per a violoncel del qual es considera un dels millors de la literatura per a violoncel. Whitehouse va formar part durant alguns temps de grups de música de cambra al voltant de Joseph Joachim i va ser violoncel·lista del London Trio amb el violinista Achille Simonetti i la pianista Amina Goodwin. Va tocar durant molt temps un violoncel Francisco Ruggerius.
William Whitehouse va participar en la primera actuació pública de la Sonata per a violoncel d'Edvard Grieg a Anglaterra; Alma Haas es va asseure al darrere del piano. Whitehoude va escriure l'àlbum Scale and arpeggio per al violoncel de violí que consistia en exercicis. Va adaptar els Capricis de Piatti perquè es poguessin interpretar tal com volia el seu mestre així com l'Escola compilada per Piatti. La sonata per a violoncel en do major de Pietro Giuseppe Gaetano Boni també va ser tocada per ell. Va participar en el que van ser probablement els primers enregistraments professionals d'un conjunt de cambra en la història de l'enregistrament sonor. També ha sobreviscut l'enregistrament d'una peça curta en solitari del compositor del segle xviii Maurice Greene Lull Me. Va publicar un llibre "Memòries d'un violoncel·lista" (Engl. Recollections of a violoncellist; 1930).